# たびきっぷ
たびきっぷとは、東海旅客鉄道が2013年（平成25年）4月1日から2021年8月8日まで発売していた特別企画乗車券である。
JRグループ共通商品であった周遊きっぷ廃止に伴い、JR東海独自の乗車券として発売された。当初は東京・品川・新横浜発着の設定が存在したが、2014年度以降は廃止されている。最終的には名古屋発着のみ継続販売されていた。

## 設定区間
設定区間内では普通列車・急行列車・特急列車の自由席に乗り降り自由。また、発駅とフリーエリア間の往復は新幹線の指定席が使用可能。但し、その間の途中下車は不可能。
- 岡山たびきっぷ 
  - 山陽本線和気駅 - 倉敷駅
  - 吉備線全線
  - 伯備線倉敷駅 - 総社駅
  - 宇野線全線
  - 本四備讃線茶屋町駅 - 児島駅

- 広島たびきっぷ
  - 山陽新幹線広島駅 - 新岩国駅
  - 山陽本線八本松駅 - 岩国駅
  - 呉線海田市駅 - 安浦駅
  - 芸備線広島駅 - 甲立駅
  - 可部線全線
  - 宮島航路全線（但し、JR西日本宮島フェリーのみ）

- 山口たびきっぷ
  - 山陽本線新山口駅 - 厚狭駅
  - 山口線全線
  - 宇部線全線
  - 小野田線全線
  - 美祢線全線
  - 山陰本線益田駅 - 仙崎駅

- 四国たびきっぷ
  - 四国旅客鉄道全線
  - 本四備讃線全線
  - 宇野線全線
  - 土佐くろしお鉄道全線
  - 阿佐海岸鉄道全線